# Julia X 3D
Julia X ist ein US-amerikanischer Horrorfilm aus dem Jahr 2011.

## Handlung
Julia trifft sich in einem Restaurant mit einer männlichen Chatbekanntschaft, beendet das Date jedoch vorzeitig. Als sie heimfahren will, überwältigt sie der Fremde und zwingt sie, zu ihm nach Hause zu fahren. In seiner Garage fesselt er ihre Hände und hängt sie an einen von der Decke hängenden Haken. Während er sich rasiert, kann Julia ihre Fesseln lösen und versteckt sich in der Garage. Als der Fremde sie dort findet, brandmarkt er sie mit einem „X“ auf ihrer rechten Pobacke. Er fesselt sie erneut und lädt sie in einen kleinen Lieferwagen, mit dem er losfährt. Während der Fahrt fällt eine Leiche aus einer Klappe. Als der Fremde diese neben einer Tiefpumpe begräbt, gelangt Julia an die im Wagen aufbewahrten Schlüssel für die Handschellen und flieht mit einer Schaufel durch ein Baumwollfeld zu einem zerfallenen Landhaus an einem Sumpf, wohin sie der Fremde verfolgt. Dort schnappt und schlägt er sie, doch Julia entkommt erneut, diesmal mittels eines Ruderbootes zu einer zerfallenen Schule. Auch dort liefern sich Julia und der Fremde ein Katz-und-Maus-Spiel, bis sie den Inhalt einer Farbsprühdose in eine Tüte sprühen und sie dem Fremden über den Kopf ziehen kann. Als sie den Bewusstlosen aus der Schule zieht, fährt ihre Schwester Jessica mit dem Auto vor. Sie laden den Fremden in der Kofferraum und fahren nach Hause.
Dort jagen sich der Fremde und die Frauen durch das Haus, bis die Frauen den Fremden mit Stacheldraht an einen Stuhl fesseln und Wodka in seine Wunden gießen. Man erfährt in kurzen Rückblenden, dass der Vater der Frauen pädophil war. Später erfährt man außerdem, dass er ihre Mutter geschlagen hat. Julia hat dabei Schutzreflexe für Jessica entwickelt, die diese leid ist, denn sie möchte auch mal der Köder sein. Als Julia schläft, entführt Jessica einen jungen Mann namens Sam aus der Autowerkstatt gegenüber, verbindet ihm die Augen und fesselt ihn an einen Stuhl, der gegenüber dem des Fremden steht.
Julia ist sauer, dass Jessica Sam entführt hat, doch Jessica bleibt bei ihrer Meinung. Als sie Sam einen großen Nagel in den Kopf schlagen will, sagt der Fremde, dass sie dazu eh nicht in der Lage sei, woraufhin Jessica die zwei Nägel stattdessen in die Füße des Fremden hämmert.
Jessica gibt dem Fremden einen Seitenschneider, mit dem sich dieser befreien kann. Er übergießt seine eigenen Wunden mit Wodka, was ihm sichtlich Spaß macht. Dann nimmt er Sam die Augenbinde ab und knebelt ihn stattdessen damit. Als der Fremde anschließend Julia in der Badewanne überfällt, schreitet Jessica ein und es beginnt abermals eine Jagd durch das Haus. Julia befreit zunächst Sam, bevor sie mitmacht.
Die Jagd endet damit, dass der Fremde bewusstlos im Wintergarten des inzwischen völlig verwüsteten Hauses liegt. Julia und Jessica umarmen sich, als Jessica Julia eine Schere in den Bauch sticht. Julia geht zu Boden und Jessica sticht mit der Schere wiederholt in die Brust des Fremden, den sie anschließend zerlegt und in Plastiktüten verpackt. Danach setzt sie das Haus in Brand.
Der Film endet damit, dass sich Jessica, die sich nun Julia Y nennt, mit einer neuen Chatbekanntschaft im bereits bekannten Restaurant trifft. Als der Mann ihr auf die Toilette folgt, beginnt scheinbar ein Liebesspiel, doch Jessica sticht dem Mann in sein linkes Auge.
Nach einem kleinen Abspann sieht man in den Trümmern des verbrannten Hauses den verbrannten linken Arm von Julia, wie sich die linke Hand öffnet und nach etwas greifen will.

## Veröffentlichung
Die FSK sah auch in der Revision eine schwere Jugendgefährdung in dem Film und verweigerte daher die Freigabe der eigentlich vorgesehenen Kinoauswertung. Die SPIO/JK sah dies jedoch anders und hielt den Film für keine schwere Jugendgefährdung. Die als solche gekennzeichnete, ungekürzte Fassung befindet sich seit dem 2. Oktober 2012 im Verleih und kann seit dem 15. November auch käuflich erworben werden. Die ungekürzte Fassung wurde Ende Februar 2013 von der Bundesprüfstelle auf Listenteil A indiziert.
Im dritten Anlauf schaffte man es, für eine um über 2 Minuten gekürzte Fassung von der FSK keine Jugendfreigabe zu bekommen, die somit indizierungsfest ist. Diese Kauffassung erscheint gleichzeitig mit der ungekürzten.

## Kritik
Für Christian Ihle von der taz war der Film ein „Horrortrashfilm gewordener ‚Slutwalk‘“. Er lobte daher die gesellschaftspolitische Aussage und fand „vor allem die Mittelphase auch noch unterhaltsam“. Die erste halbe Stunde (der Teil des Films, in dem der Fremde Julia jagt) nannte er jedoch fürchterlich.